# Bartholomée Ier de Constantinople
Pour les articles homonymes, voir Bartholomée.
 (mars 2024).
Si vous disposez d'ouvrages ou d'articles de référence ou si vous connaissez des sites web de qualité traitant du thème abordé ici, merci de compléter l'article en donnant les références utiles à sa vérifiabilité et en les liant à la section « Notes et références ».
En pratique : Quelles sources sont attendues ? Comment ajouter mes sources ?
Bartholomée Ier (en grec Βαρθολομαίος Α'), né Dimítrios Arkhontónis (Δημήτριος Αρχοντώνης, en turc Bartolomeos Dimitris Arhondonis), surnommé le Patriarche vert, né le 29 février 1940 à Imbros (aujourd'hui Gökçeada, Turquie), est depuis le 2 novembre 1991 primat de l'Église orthodoxe de Constantinople. Il porte le titre d'« archevêque de Constantinople, nouvelle Rome et patriarche œcuménique », il est le successeur de l'apôtre André, « premier parmi ses égaux » (primus inter pares) par rapport aux dirigeants des Églises orthodoxes. De nationalité turque, il appartient à la petite minorité grecque de ce pays, en voie de disparition.
Le patriarche considère la cause de la défense des équilibres planétaires et du développement durable et équitable comme faisant partie de sa mission religieuse. Cet engagement lui vaut le surnom de « Patriarche vert », et lui a permis de recevoir le prix Sophie (2002) et le prix de la Fondation Cardinal-Paul-Poupard (2010).

## Biographie

### Origines et études
Le patriarche Bartholomée Ier est né Dimítrios Arkhontónis (Δημήτριος Αρχοντώνης) le 29 février 1940 dans le village d'Aghii Theodori (Άγιοι Θεόδωροι, aujourd'hui Zeytınli) sur l'île d'Imbros (aujourd'hui Göçeada). Ses parents se prénommaient Khrístos et Méropée. Il a étudié à l'école d'Imbros et au lycée Zographos à Istanbul. Immédiatement après il s'est inscrit à l'Institut de théologie de Halki (Ιερά Θεολογική Σχολή της Χάλκης), où il a terminé ses études avec brio en 1961. En août de la même année il a été nommé diacre de l'église métropolitaine d'Imbros par son père spirituel (à l'époque métropolite d'Imbros) Meliton Khátzis. C'est à cette époque que lui fut donné le nom de Bartholomée.
De 1961 à 1963 il a servi sous le drapeau turc comme officier.
De 1963 à 1968, il a suivi grâce à une bourse du Patriarcat œcuménique des études de 2e cycle à l'Institut pontifical oriental à Rome, à l'Institut œcuménique de Bossey en Suisse et à l'Université de Munich. Il a passé son doctorat en droit canonique à l'université grégorienne de Rome avec pour thèse « La codification des lois sacrées et des ordonnances canoniques dans l'Église orthodoxe » (« Περὶ τὴν κωδικοποίησιν τῶν ἱερῶν κανόνων καὶ τῶν κανονικῶν Διατάξεων ἐν τῇ Ὀρθοδόξῳ Ἐκκλησίᾳ. »)

### Diaconat ecclésiastique
De retour à Istanbul en 1968, il a été nommé aide-doyen de l'Institut de théologie de Halki et en octobre 1969 il fut ordonné prêtre par son père spirituel. Six mois plus tard le patriarche Athénagoras (Πατριάρχης Αθηναγόρας) le nomma archimandrite de l'église du patriarcat de l'Apôtre André.
Lorsque Dimítrios Papadópoulos fut nommé patriarche œcuménique en 1972, il nomma le jeune archimandrite Bartholomée, secrétaire du patriarcat. Le jour de Noël de 1973 il fut ordonné métropolite de Philadelphie. Il resta secrétaire du Patriarcat jusqu'à la mort de son père spirituel Meliton Khátzis, alors métropolite de Chalcédoine. Il fut élu métropolite de Chalcédoine en janvier 1990.
Le 22 octobre 1991, il fut élu par le Saint-Synode 270e « archevêque de Constantinople (Αρχιεπίσκοπος Κωνσταντινουπόλεως), nouvelle Rome et Patriarche œcuménique (Οικουμενικός Πατριάρχης) ».

## Participations et récompenses
Depuis mars 1974 il est membre du Saint-Synode du patriarcat et de nombreux autres synodes. Depuis 1975 il participe aux travaux du Conseil œcuménique des Églises. Il a représenté le patriarcat œcuménique dans nombre de congrès « panorthodoxes » et « panchrétiens », mais aussi dans des missions officielles auprès du gouvernement turc, dans des régions dépendant du Patriarcat et aussi auprès du mont Athos. En 1990 il fut président de la réunion du Grand et Saint-Synode panorthodoxe à Genève, laquelle eut pour thème : la diaspora de l'orthodoxie.
Il est membre fondateur de la « Société du droit des Églises orientales », dont il fut pour un certain nombre d'années vice-président. Il est membre depuis 1992 et a été pendant plusieurs années vice-président de la réunion « Foi et Constitution » du Conseil œcuménique des Églises. Il est également membre de l'Académie orthodoxe de Crète et membre honoraire de la Fondation « Pro Oriente » de Vienne.
Le patriarche Bartholomée possède les doctorats honoris causa :
- de l'université de Sherbrooke (Québec) ;
- de l'école théologique de l'université d'Athènes ;
- de l'Académie théologique de Moscou ;
- de l'École philosophique de l'université de Crète ;
- de la City University de Londres ;
- du département environnement de l'université de l'Égée à Lesbos ;
- de la KU Leuven en Belgique ;
- de l’Institut théologique orthodoxe Saint-Serge à Paris ;
- de l'École de droit canonique de l'université d'Aix-en-Provence ;
- de l'université d'Édimbourg ;
- de l'École théologique de La Vraie Croix à Boston aux États-Unis ;
- de l'Institut théologique Saint-Vladimir à New York ;
- de l'École théologique Iasio en Roumanie ;
- de cinq départements de l'université de Thessalonique ;
- de l'université Yale (États-Unis) ;
- de l'université de Georgetown (États-Unis) ;
- de l'université Tufts (États-Unis) ;
- de l'université Southern Methodist États-Unis ;
- de l'université démocrite de Thrace Grèce ;
- du département Histoire-Archéologie de l'école philosophique de l'université d'Ioannina Grèce ;
- de l'Institut catholique de Paris (30 janvier 2014).

Il parle sept langues : grec moderne, anglais, turc, italien, latin, français et allemand, et écrit le grec ancien.

## Patriarcat

### Problèmes du patriarcat
Le patriarche Bartholomée a évoqué de nombreuses fois les problèmes rencontrés par la communauté grecque d'Istanbul et les problèmes propres du patriarcat œcuménique. Il a demandé au travers de nombreuses déclarations à la presse turque et à la presse étrangère l'arrêt des entraves administratives, juridiques et économiques et le règlement urgent de ces problèmes. Ainsi, en 2007, le patriarche Bartholomée a protesté contre une sentence de la Cour suprême turque déniant toute valeur juridique à sa qualification d’œcuménique.
Le problème le plus ardu est la fermeture décidée en 1971, par les autorités turques, de l'Institut de théologie orthodoxe de Halki, qui assurait la formation de la communauté ecclésiastique orthodoxe en Turquie et qui, par conséquent, formait les futurs patriarches œcuméniques, dont lui-même.
Considérant que la perspective d'une adhésion de la Turquie à l'Union européenne résoudrait les problèmes des minorités, le patriarche a longtemps été un fervent défenseur de la candidature turque.
Enfin, en liaison avec les autorités locales turques, il tient à célébrer des messes à l'intérieur d'églises délabrées ou ruinées dans des régions comme la Cappadoce, le Pont, qui, il y a moins d'un siècle, étaient encore majoritairement peuplées d'orthodoxes.

### Union de l'Orthodoxie
Depuis son élection, le patriarche Bartholomée a voulu resserrer les liens entre les Églises orthodoxes. Pour cette raison il a invité au Phanar (en grec Φανάρι, ancien quartier orthodoxe d'Istanbul) les chefs des autres Églises, pour envoyer au monde un message d'unité. Ces rencontres se sont répétées en 1995 à Patmos, en janvier 2000 à Jérusalem et en décembre de la même année à Istanbul et à Nicée.
Malgré cela, il n'est pas encore parvenu à régler les problèmes nés de la dislocation de l'URSS : certaines églises de ces républiques, comme celle d'Ukraine, revendiquent l'autocéphalie, d'autres souhaitent changer d'obédience comme celle de Moldavie, ou bien ont demandé à se mettre sous l'obédience de Constantinople comme celle d'Estonie, alors que le patriarcat de Moscou continue à les considérer comme ses dépendances comme à l'époque de l'Union soviétique. La reconnaissance en 1996 par le Patriarcat œcuménique de l'autonomie de l'Église orthodoxe d'Estonie et en 2018 de l’Église orthodoxe d'Ukraine par rapport à l'Église russe, a accru les tensions avec le Patriarcat de Moscou, qui ont créé des scissions dans ces pays où les croyants orthodoxes se divisent entre « autonomistes » souhaitant sortir du giron du patriarche de Moscou et de toutes les Russies, Alexis II, et « pro-russes » qui lui restent soumis. Un cas emblématique est celui des Gök-Oğuz, environ 240 000 turcs chrétiens orthodoxes de Moldavie et d'Ukraine, qui, pour avoir souhaité en 1990 passer en tant qu'église autonome sous l'obédience du Patriarcat œcuménique, ont été très fermement invités par les autorités turques à se rattacher plutôt à l'Église orthodoxe turque (non-canonique, qui a moins de cent fidèles), pour ensuite être, encore plus fermement, invités par le Patriarche Alexis II de Moscou à rester dans son obédience, ce qu'ils ont finalement fait.

### Dialogues

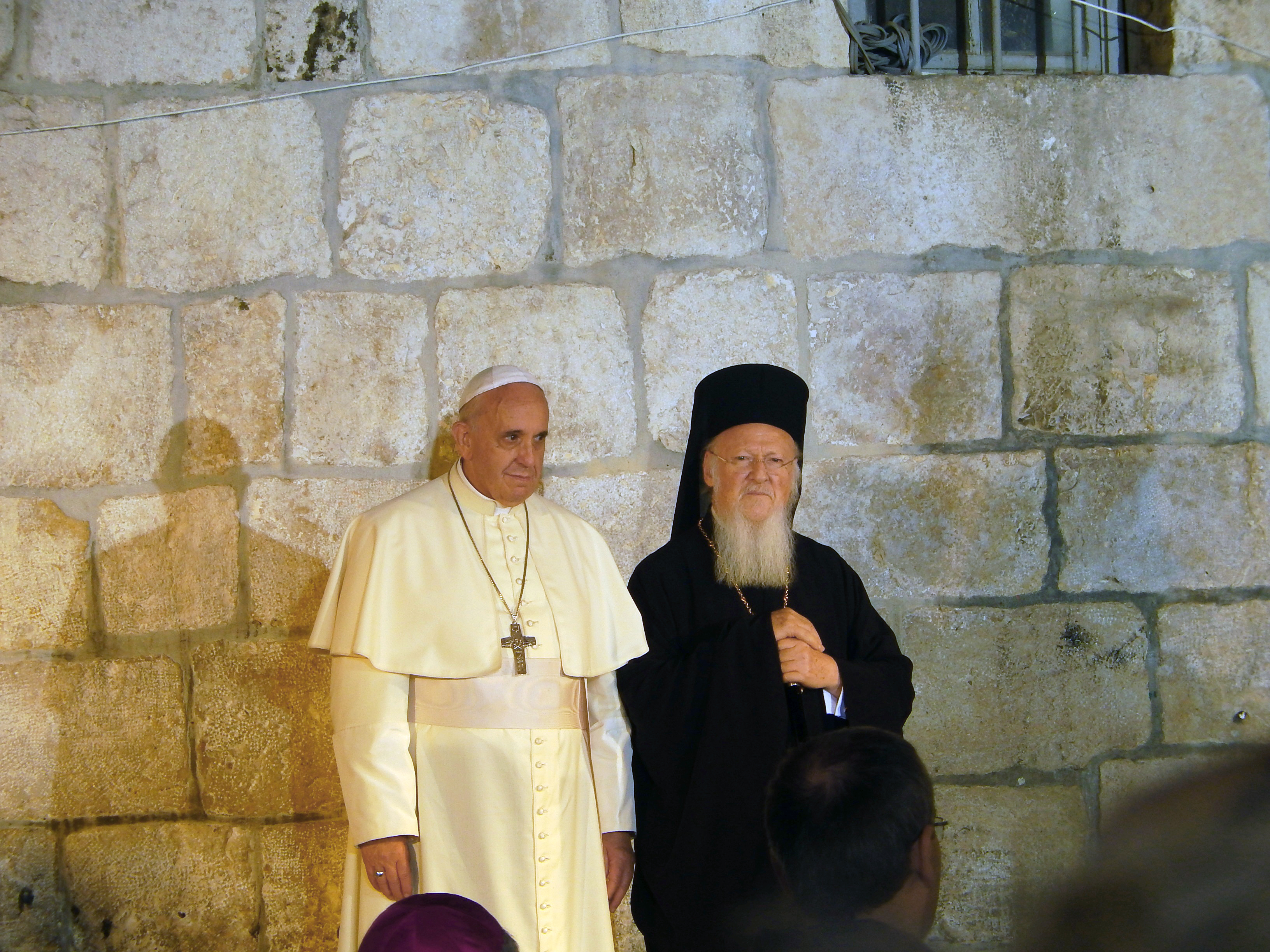
Le patriarche orthodoxe Bartholomée et le pape catholique François à Jérusalem (mai 2014).

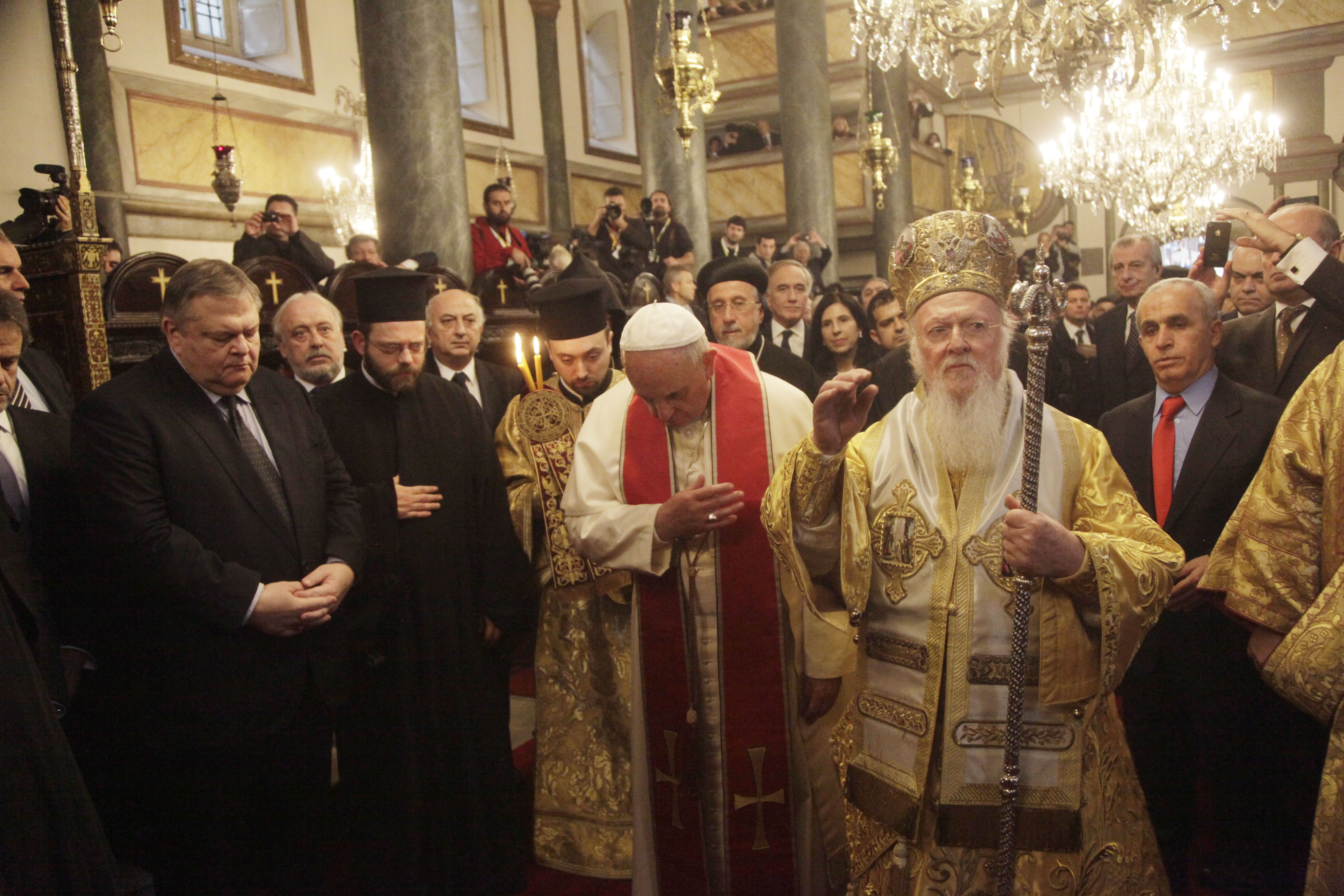
Bartholomée et François à Istanbul (novembre 2014).

En tant que patriarche œcuménique, Bartholomée continue la tradition de ses prédécesseurs et poursuit le dialogue avec les autres Églises dont l'Église catholique romaine, avec, pour principaux thèmes, la paix, une spiritualité de tolérance, l'environnement et le développement durable. Dans le même esprit, il a amorcé avec l'islam et le judaïsme un dialogue interreligieux.
Le 19 juillet 2025, Bartholomée a ouvert à Istambul le Conseil mondial des religions pour la paix. Il rappelé à cette occasion que « la rencontre de différentes traditions religieuses, chacune apportant avec elle une expérience unique du sacré, devient la condition nécessaire pour faire face à un manque de sens globalisé, pour reformuler un discours qui ose parler d'amour, de compassion, de miséricorde, de pardon et de sacrifice de soi, non pas comme des valeurs morales abstraites, mais comme des éléments actifs d'une réalité plus pleine ».

### Développement durable et équitable
Ayant conscience que la destruction de l'environnement et la surexploitation des ressources constituent un grave danger, car elles menacent autant l'avenir de l'être humain que la « création de Dieu », le patriarche Bartholomée a donné dans l'agenda du patriarcat une place importante à ce thème. Les multiples actions qu'il a entreprises dans ce sens lui ont valu le surnom de "Patriarche Vert". Ainsi, il a consacré le 1er septembre comme Journée de la protection de l'environnement (date de début de l'année ecclésiastique). Il organise régulièrement des symposiums sur ce thème partout dans le monde. Cette action exemplaire dans le domaine de la préservation de l'environnement, expression d'une « solidarité nouvelle entre le Créateur, les créatures et la création », selon ses propres termes, a été récompensée par la remise du prix de la Fondation Cardinal Paul Poupard, le 3 mars 2010, en principauté de Monaco. Ce prix lui a été remis des mains du président émérite du Conseil pontifical de la Culture et du Dialogue inter-religieux, en présence du prince Albert II. Le patriarche Bartholomée est le premier récipiendaire de ce prix au titre de son action, de son enseignement et de son implication dans le dialogue Foi et Raison.
Le pape François s'appuie notamment sur ses travaux dans son encyclique Laudato si’, publiée le 18 juin 2015.
Le patriarche Bartholomée Ier prononce le discours d'introduction lors du Sommet des consciences qui s'est déroulé à Paris le 21 juillet 2015, rassemblant plus d'une quarantaine de personnalités morales et religieuses du monde entier pour répondre à la question The climate, why do I care ? et lancer ensemble un « Appel des consciences pour le climat », quatre mois avant la COP21 à Paris.

### Invasion de l'Ukraine par la Russie
« Bouleversé par l’invasion du territoire de la république d’Ukraine par les forces armées de la fédération de Russie à l’aube aujourd’hui, Sa Toute Sainteté le patriarche œcuménique Bartholomée a contacté […] le primat de l’Église orthodoxe d’Ukraine […]. Il lui a exprimé sa profonde tristesse face à cette violation flagrante de toute notion de légitimité internationale, ainsi que son soutien au peuple ukrainien qui lutte pour ce qu’il y a de plus sacré, et aux familles des victimes innocentes.
Sa Toute-Sainteté condamne cette attaque, non provoquée, de la Russie contre l’Ukraine, un État indépendant et souverain d’Europe, ainsi que la violation des droits de l’homme et la violence brutale contre nos semblables et, surtout, contre les civils. »

— Communiqué du patriarcat, 24 février 2022

## Œcuménisme
Le 27 novembre 2004, le pape Jean-Paul II lui remet les reliques de deux évêques de Constantinople et pères de la liturgie byzantine, Jean Chrysostome et Grégoire de Nazianze. Le 30 novembre 2006, il reçoit le pape Benoît XVI dans sa cathédrale Saint-Georges du Phanar, à Istanbul. Le pape, alors en visite officielle en Turquie, assiste à la liturgie orthodoxe. Le lendemain, c'est au tour du patriarche Bartholomée Ier d'assister à une messe catholique, à la cathédrale catholique du Saint-Esprit (en turc : Sentespri katedrali). Les deux hommes signent une déclaration commune.
Fait œcuménique marquant, le mardi 19 mars 2013, la délégation orthodoxe est menée par Bartholomée Ier : c’est la première fois qu’un chef de l’Église orthodoxe assiste à la messe d’intronisation d’un pontife romain, le pape François, depuis le schisme de 1054.
En janvier 2014, le pape François et le patriarche Bartholomée se rencontrent au cours d'un voyage apostolique et œcuménique au Saint-Sépulcre, en Terre sainte.
Lors de la solennité des saints Pierre et Paul, le samedi 29 juin 2019 au Vatican, le pape François offre après la messe au patriarche Bartholomée par l'intermédiaire de Mgr Job de Telmissos (chef de la délégation du patriarcat œcuménique de Constantinople) un reliquaire contenant neuf fragments des os de l’apôtre Pierre, dans l'espérance de voir rétablir la pleine unité entre catholiques et orthodoxes,.

## Décorations
- Première classe de l'ordre de la Croix de Terra Mariana ( Estonie)
- Médaille d'or du Congrès ( États-Unis)
- Grand-croix de l'ordre du Mérite hongrois ( Hongrie)
- Chevalier grand-croix au grand cordon de l'ordre du Mérite de la République italienne ( Italie)
- Collier de l'ordre de l'aigle de Géorgie (en) ( Géorgie)
- Collier de l'ordre de la Toison d'or de Géorgie ( Géorgie)
- Collier de l'ordre de la république de Moldavie ( Moldavie)
- Grand-croix l'ordre de l'Étoile de Roumanie ( Roumanie)
- Collier de l'ordre de Saint-André ( Russie)
- Grand-officier de l'Ordre de la Double Croix Blanche ( Slovaquie)
- Grand-croix de l'ordre du Prince Iaroslav le Sage ( Ukraine)
- Médaille de l'ordre de la Liberté ( Ukraine)